# Cyrta vicinus
Cyrta vicinus är en insektsart som beskrevs av Dlabola 1957. Cyrta vicinus ingår i släktet Cyrta och familjen dvärgstritar. Inga underarter finns listade i Catalogue of Life.